# لاتيمير رود (محطة مترو أنفاق لندن)
لاتيمير رود (بالإنجليزية: Latimer Road)‏ هي إحدى محطات مترو أنفاق لندن. تقع على خط هامرسميث وسيتي أفتتحت في المنطقة (Zone) رقم 2 أفتتحت في 16 ديسمبر 1868.